# 중산 공원 역 (상하이시)
중산궁위안역(中山公园站)은 중화인민공화국 상하이시 창닝 구에 위치한 상하이 지하철 역사로 2호선, 3호선, 4호선이 지나가며, 각각 환승을 할 수 있다. 2006년 12월 30일 2호선 서쪽 연장선이 개통하였다.

## 개요
상하이 지하철 2호선, 3호선, 4호선이 지나가는 교통의 요지이다.

## 역사
- 1999년 9월 20일 2호선 역 개통
- 2000년 12월 26일 3호선 역 개통
- 2005년 12월 31일 4호선 역 개통

## 주변
- 중산궁위안(중산공원, 中山公園)
- 貝多芬廣場
- 龍之夢購物中心
- 신화 서점(新華書店)
- 신시궁국제무역광장 (新時空國際商務廣場)
- 多媒體生活廣場)